# MMDA
MMDA, 3-metoksy-4,5-metylenodioksyamfetamina – organiczny związek chemiczny z grupy amfetamin, psychodelik i empatogen, występuje w postaci dwóch enancjomerów.
Została opisana przez Alexandra Shulgina w PiHKAL. Dawkowanie MMDA wynosi od 100–250 mg, a pierwsze efekty zaczynają się około 30–60 minut po podaniu doustnym. MMDA wywołuje euforię, uczucie ciepła, łagodzi lęk i poczucie samotności. Powoduje także lekkie zmiany percepcji. Do efektów ubocznych można zaliczyć m.in.  senność i zawroty głowy.
Jest sklasyfikowana w Polsce jako substancja psychotropowa grupy I-P.